# Guerre de Kitos
La guerre de Kitos  ou révolte des exilés (hébreu : מרד הגלויות mered hagalouyot ou מרד התפוצות mered hatfoutzot) est une insurrection quasi-générale et simultanée des Juifs contre les Romains.
Elle a lieu de 115 à 117, au cours des campagnes menées par Trajan contre l’Empire parthe. Naissant dans les cités à forte composante juive de l'Empire parthe, l'Adiabène et l'Osroène, la révolte s'étend aux cités du pourtour de la Méditerranée, en particulier Cyrène, Alexandrie et Chypre. Très peu de sources parlent de cette révolte en Judée et Galilée.
Il s'agit d'une des révoltes les plus importantes de l'histoire de l'Empire romain et il faudra plus que le seul général Lucius Quietus pour la réprimer. Elle n'a cependant pas eu le même impact pour l'historiographie que la Grande révolte (66-73 de l’ère commune) ni que celle de Bar Kokhba (135). De nombreuses sources, y compris juives, l'ignorent totalement.

## Les germes de la révolte
On ignore les causes profondes tout comme les prétextes immédiats de cette révolte. Ce que l'on peut dire c'est qu'elle se déclenche dans le contexte de la « guerre parthique » de Trajan, dans un premier temps à Cyrène et à Alexandrie, au plus tard à l'automne 115 (cf. Eusèbe de Césarée) ou 116, au moment où débute le siège d'Hatra (d'après Dion Cassius).
L'empereur engage une campagne contre les Parthes à partir d'octobre 113. Il prend comme prétexte le viol du traité de Rhandeia (63), datant de Néron. Khosrô Ier de Parthie a en effet placé à la tête du royaume d'Arménie, Parthamasiris, sans avoir l'agrément des Romains. En réalité, selon Dion Cassius, Trajan à la recherche de la gloire se voit en nouvel Alexandre le Grand. Il a le projet de reconquérir l'empire d'Alexandre jusqu'en Inde et veut s'emparer de toute la Perse (alors aux mains des Parthes), « dont Rome s'estime légataire depuis la chute des Séleucides. »
En 113, Trajan rassemble ses troupes à Antioche et en 114, l'Arménie est prise. Il refuse l'allégeance de Parthamasiris et annonce que l’Arménie devient province romaine à la tête de laquelle il place un gouverneur romain,. Peu après, Parthamasiris est assassiné dans des circonstances confuses. En 116, Trajan « descend le long du Tigre et de l'Euphrate jusqu'au golfe Persique, s'empare de Ctésiphon et de Séleucie et instaure deux nouvelles provinces (la Mésopotamie au sud et l'Assyrie au nord). » C'est alors qu'éclate la révolte qui l'oblige très vite à renoncer à toute nouvelle conquête plus à l'est.

## La révolte
La victoire est de courte durée : le pays s'avère très difficile à tenir et les révoltes se multiplient dans les régions nouvellement conquises, notamment au sein des populations juives de Babylonie, qui haïssent les Romains depuis que Titus a détruit le temple de Jérusalem. Une grave insurrection judéo-parthe éclate un peu partout à travers le pays. Le général Lusius Quietus est alors chargé de la réprimer, ce qu'il fait en peu de temps avec une dureté qui marque singulièrement les esprits du temps, pourtant accoutumés à la violence guerrière. Lusius rend également un fier service aux Romains en s'emparant des importantes cités révoltées, à forte composante juive de l'Adiabène, comme Nisibe. Il conquiert aussi Édesse qu'il fait raser jusqu'aux fondations pour la punir de sa révolte et dont il fait mettre à mort le roi, Abgar VII, fils d'un roi Izatès d'Adiabène, qui s'est porté à la tête de cette révolte (116). Cela permettra par la suite aux légions de repasser l'Euphrate sans risque. C'est dans le contexte de ces révoltes juives, qu'à l'initiative d'un personnage dont on ne connaît que le nom symbolique Elkasaï (Force cachée), naît le mouvement chrétien d'origine juive que les hérésiologues chrétiens appelleront elkasaïsme,,. Ce mouvement semble créé par la réunion de nazôréens de Mésopotamie et de Baptistes Osséens — c'est-à-dire d'Esséniens, toutefois cette filiation est débattue — Il se développe dans un premier temps en Mésopotamie du Nord. Son impact dans la révolte est difficile à évaluer.
Est-ce à cause de la violence de la répression, ou à cause de l'exécution de ce roi judéo-Nazôréen ou bien pour d'autres raisons, toujours est-il qu'à partir de ce moment, la révolte des villes juives, ou à forte composante juive, devient générale. Elles sont animées par des hommes qui sont reconnus comme messies et le gros des forces est composé par des hommes que les autorités romaines appellent des « chrétiens », un nom nouveau pour désigner des « messianistes ».
En effet, les Juifs de la diaspora commencent alors une révolte en Cyrénaïque qui touche également l'Égypte et Chypre. À Cyrène, les rebelles (dirigés par une personne du nom de Lukuas ou Andreas, puis semble-t-il un Simeon de Cyrène, tous deux reconnus comme « messies ») détruisent de nombreux temples païens, parmi lesquels ceux dédiés à Hécate, Jupiter, Apollon, Artémis ou Isis, ainsi que des bâtiments civils symboliques de Rome tels que le caesareum, la basilique et les thermes. Les habitants grecs et romains sont massacrés.
Malgré la répression, la révolte s'étend et se généralise encore. En 117, l'Orient est en feu. Trajan nomme Lusius Quietus gouverneur de Judée avec le rang de légat consulaire. À charge pour lui de mater l'agitation des Juifs révoltés. Le nouveau légat finit par s'emparer de Lydda (Lod) où s'étaient enfermés les derniers rebelles juifs, qu'il fait tous exécuter jusqu'au dernier. Puis il s'occupe des bandes de pillards (ou de Zélotes) qui hantent encore le pays avant de marquer son triomphe en plaçant une statue de l'empereur dans les ruines du temple de Jérusalem.
L'armée et l'empereur doivent finalement se retirer de Mésopotamie. L'ensemble de ces révoltes juives de 115 - 117 est connu dans l'histoire sous le nom de Guerre de Quietus (ou de Kitos), du nom du général romain qui les réprima.
Trajan meurt peu après le retrait de Mésopotamie (18 août 117) à Selinus en Cilicie (Turquie actuelle), et ses conquêtes et ses projets sont abandonnés par son successeur Hadrien.
Lusius Quietus reste au poste de gouverneur de Judée jusqu’à ce qu'il soit démis de ses fonctions et rappelé en Italie par Hadrien sous un prétexte quelconque, car celui-ci le voyait comme un rival potentiel. Il est ensuite exécuté avec trois autres importants sénateurs lors de ce qu'on appela plus tard « l'affaire des quatre consuls » (été 118).

## Conséquences
Une autre conséquence est bien sûr l'échec de l'invasion de l'Arménie, de l'Adiabène et de l'Empire parthe, par Trajan.
Pour François Blanchetière, « on ne saurait fixer avec exactitude l'époque et les raisons de la fin de la production littéraire judéo-hellénistique ancienne, alors que le judaïsme alexandrin s'éteint pratiquement avec la révolte sous Trajan. »

### Conséquence de la répression sur le mouvement chrétien
La répression de ces mouvements juifs à forte composante messianique, pourrait être la principale explication de l'ascendant que prend l'Église de Rome sur l'ensemble du mouvement chrétien peu après. En effet, il n'y a plus eu de répression à Rome depuis l'année 64, où Néron a accusé les juifs de Rome (que vers 115, Tacite appellera des chrétiens), d'avoir incendié la ville. Depuis lors, l'Église de Rome a strictement évité de se joindre aux nombreuses révoltes, qui ont eu lieu dans la période 66-135. La répression de cette révolte raye de la carte les populations juives de diverses contrées et en particulier les juifs messianistes d'Égypte et de Chypre. Elle supprime en même temps leurs centres religieux, leur mémoire et leurs textes.
La répression et les destructions massives qui ont accompagné les trois grandes révoltes juives – grande révolte (66-73), révolte des exilés (115–117), révolte de Bar Kokhba (132-135) –, pourraient aussi expliquer partiellement la perte d'archives et de mémoire, dont le mouvement chrétien a été atteint. 
La répression en Adiabène et la destruction totale de sa capitale Édesse, et donc de ses archives, a probablement joué un rôle dans cette perte de mémoire pour ce qui concerne les mouvements pré-chrétiens ou nazôréens de cette région.
L'église de Rome reste quasiment seule intacte, alors que c'était la plus éloignée, tant géographiquement que linguistiquement ou culturellement, des centres où est né le mouvement qui donnera naissance au christianisme: la Galilée, Édesse, la Samarie et la Judée.